# Austromenopon atrofulvum
Austromenopon atrofulvum är en insektsart som först beskrevs av Piaget 1880.  Austromenopon atrofulvum ingår i släktet Austromenopon och familjen spolätare. Arten är reproducerande i Sverige. Inga underarter finns listade i Catalogue of Life.